# Gelijkenis van de kinderen op het marktplein
De Gelijkenis van de kinderen op het marktplein is een parabel die werd verteld door Jezus volgens Matteüs 11:16-19 en Lucas 7:31-35.

## Inhoud
Wat kan Ik over u zeggen? U bent net kinderen die buiten spelen en tegen elkaar zeggen: “We hebben fluit gespeeld en jullie wilden niet dansen. Toen hebben we klaagliederen gezongen en jullie wilden niet treuren.” Want Johannes de Doper drinkt geen wijn en eet vaak niet, en u zegt: “Hij is bezeten.” Ik, de Mensenzoon, eet en drink wel, en u moppert: “Hij is een veelvraat en een drinker, een vriend van tolontvangers en slechte mensen!” De praktijk zal wel duidelijk maken wat wijsheid is!’— Matteüs 11:16-19 (HTB)
Wat moet men van zulke mannen zeggen? Waarmee kan men hen vergelijken? Zij zijn net kinderen die op straat spelen en tegen de andere kinderen zeggen: “Wij hebben muziek gemaakt en jullie wilden niet dansen. Wij hebben begrafenisje gespeeld en jullie wilden niet treuren!” Want Johannes de Doper leefde uiterst sober. Hij at geen brood en dronk geen druppel wijn. En u zei: “Hij heeft een boze geest.” Ik, de Mensenzoon, eet en drink heel gewoon en u zegt: “Die Jezus is een veelvraat en een drinker! Mooie vrienden heeft Hij: tollenaars en slechte mensen!” Maar de praktijk zal wel uitwijzen wat wijsheid is.’— Lucas 7:31-35 (HTB)

## Interpretatie
De kinderen proberen de mensen op het plein wat bij te brengen/te bewegen. De ene keer vrolijke muziek, waarbij wordt verwacht dat men danst. De andere keer wordt er verwacht dat men bedroefd wordt, vanwege het spelen van klaagmuziek. Dat de kinderen hierbij twee soorten muziek spelen vergelijkt Jezus met Johannes en Zijn optreden. Johannes was gekleed in kamelenhuid en at sprinkhanen en honing, over hem werd gezegd dat hij een boze geest had. Nu Jezus in nette kleding is gekomen en normaal eet, wordt over hem gezegd dat hij een veelvraat is. In tegenstelling van wat de kinderen verwachten doen de mensen niks. De mensen zijn koppig en willen niet luisteren, Jezus vergelijkt de generatie met mensen die niet hebben geluisterd naar de kinderen.